# Pinus occidentalis
Pinus occidentalis là một loài thực vật hạt trần trong họ Thông. Loài này được Sw. miêu tả khoa học đầu tiên năm 1788.